# 오오츠카 신이치로
오오츠카 신이치로(大塚真一郎)는 구마모토현 출신의 일러스트레이터이다. 라이트 노벨 삽화가로서 활동할 때는 GASHIN이라는 명의를 사용한다.
원래 주식회사 컴파일 소속의 그래피커였다.

## 대표작

### 주식회사 컴파일
- 원더 원더 (캐릭터 디자인)

### 그 외
게임 캐릭터 디자인
- 서몬나이트 크래프트소드 이야기 시리즈 (캐릭터 디자인)
- 언체인 블레이즈 렉스 (헥토르)
- CONCEPTION 내 아이를 낳아줘! (캐릭터 디자인)
- CONCEPTIONII 칠성의 인도와 마즐의 악몽 (캐릭터 디자인)
- 방과후 걸즈 라이브 (캐릭터 디자인)

소설 삽화
- 다크 바이올렛 시리즈 2권 ~ 7권 (미카미 엔 저 / 덴게키 문고)
- 포스트 걸 시리즈 (마스코 지로 저 / 덴게키 문고)
- 전설의 총사 아스타 (무카이 쇼고 저 / 코나미 노벨스) ※제2권에서는 요시나리 아츠시로 변경.
- 온라인! (아마가에루 미도리 저 / 가도카와 츠바사 문고)
- Re:제로부터 시작하는 이세계 생활 시리즈 (나가츠키 탓페이 저 / MF문고 J)